# アダ・ネグリ

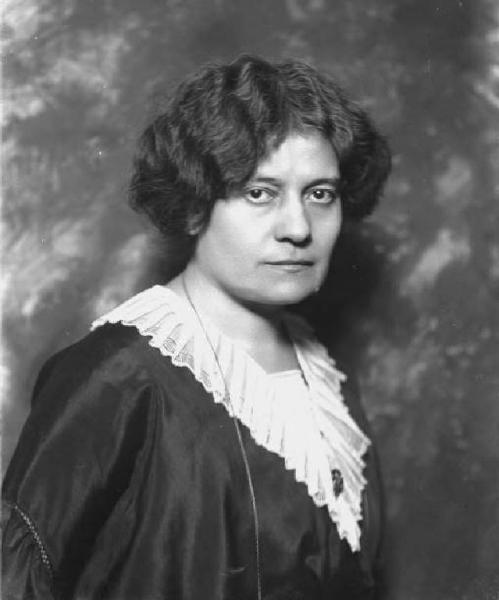
アダ・ネグリ（1913年）

アダ・ネグリ （Ada Negri、1870年2月3日  –  1945年1月11日）はイタリアの詩人、作家。 

## 経歴
イタリアのローディで職人一家であるジュゼッペ・ネグリ（Giuseppe Negri）とヴィットーリア・コルナルバ（Vittoria Cornalba）の夫婦の間に誕生。幼い頃からBarni家の使用人である祖母Peppinaと母VittoriaとBarni家の執務室で育った。非常に貧しい暮らしだった。母vittoriaはNegriの学費を一日70セントほどの給料で工場で働きながら稼いでいた。ローディの女子師範学校に通い、小学校教師免許を取得。18歳のとき、パヴィーア近郊、ティチーノ川沿いのモッタ・ヴィスコンティ村で教師となる。
最初の詩集Fatalità（1892年）によって詩人としての名声を得ると、それがミラノの師範学校での採用に繋がった。2作目の詩集Tempeste（1896年）では、見捨てられた貧しい人々の救いようのない悲劇を題材とした。
1896年3月28日、彼女の詩を読んで恋に落ちたビエッラの実業家ジョヴァンニ・ガルランダ（Giovanni Garlanda）と結婚。1904年までにビアンカ（Bianca）とヴィットーリア（Vittoria）の二人の娘が生まれたが、後者は幼少期に亡くなった。1913年、夫から離婚し、娘ビアンカと共にスイスに移住。その後は頻繁に転居した。コモ湖畔のラーリオを頻繁に訪れて、彼女の唯一の自伝小説Stella Mattutina（1921年）を書いた。
1940年、イタリア王立アカデミーで最初の女性会員となった。
1945年1月11日、ミラノにある彼女のスタジオで死亡しているのを娘ビアンカによって発見された。74歳だった。

## 作品

### 詩
- Fatalità（1892年）
- Tempeste（1896年）
- Maternità（1904年；表題作は『母』の邦題で上田敏によって1909年和訳）
- Dal profondo（1910年）
- Esilio（1914年）
- Il libro di Mara（1919年）
- I canti dell’isola（1925年）
- Vespertina（1930年）
- Il dono（1936年）
- Fons amoris（1946年；没後に出版）

### 散文
- Le solitarie（1917年）
- Orazioni（1918年）
- Stella mattutina（1921年；『あけの明星』の邦題で2013年和訳）
- Finestre alte（1923年）
- Le strade（1926年）
- Sorelle（1929年）
- Di giorno in giorno（1932年）
- Erba sul sagrato（1939年）
- Oltre（1947年；没後に出版）